# پروتو (مجله)
پروتو (به انگلیسی: Proto) یک مجله و وب سایت علمی است که توسط بیمارستان عمومی ماساچوست با همکاری شرکت تایم منتشر می‌شود. این مجله در سال ۲۰۰۵ راه اندازی شد و جدیدترین اخبار را در زمینه پزشکی و مراقبت‌های بهداشتی با تمرکز بر تحقیقات پایه‌ای و بالینی، سیاست‌ها و فناوری پوشش می‌دهد. این مجله همچنین شامل مصاحبه با شخصیت‌های مهم دنیای پزشکی و مقاله‌های شخصی در مورد تجارب بیماران با مراقبت‌های بهداشتی است.